# عندما تطير الخنازير

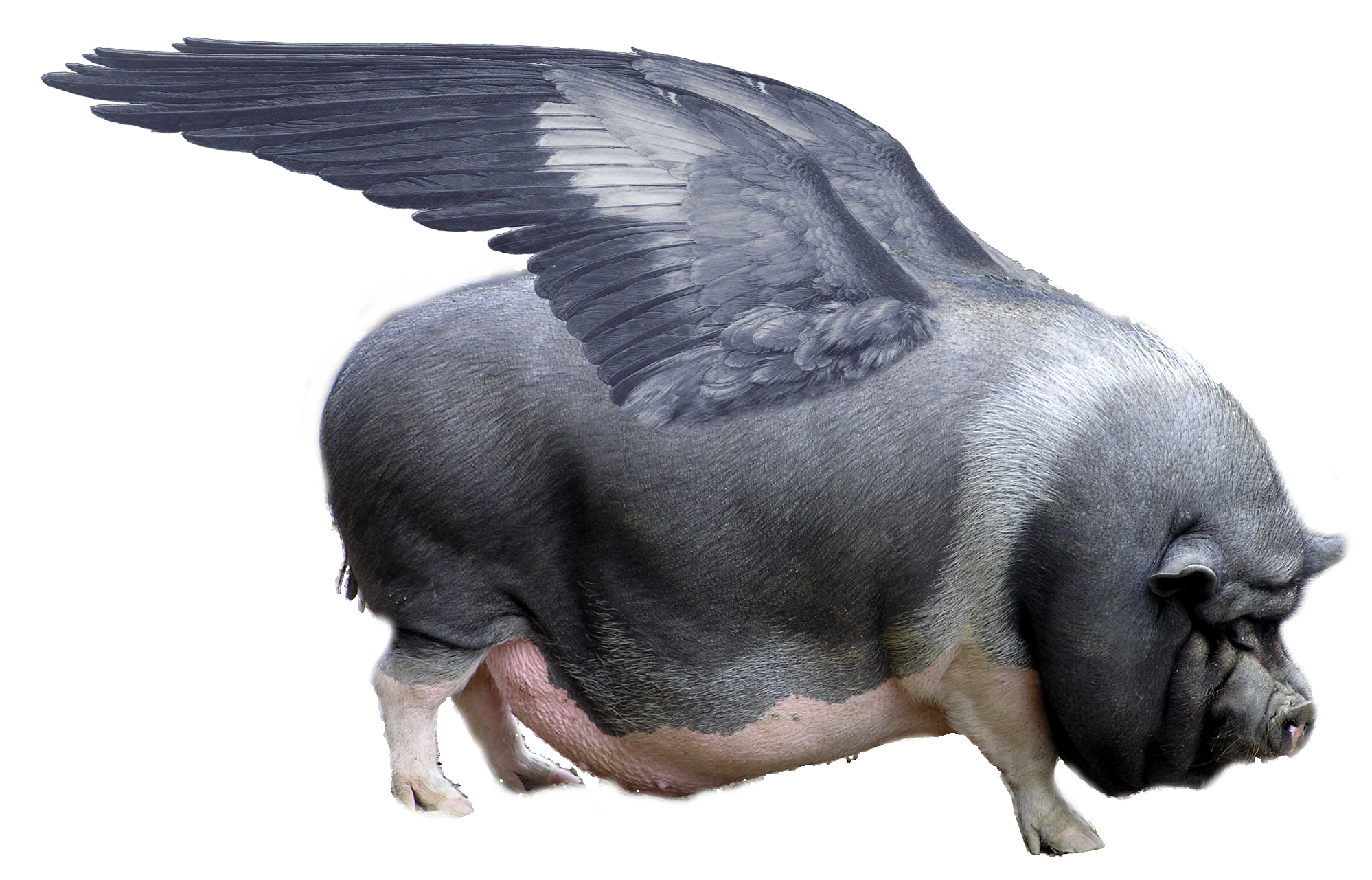
تمثل هذه الصورة مجازًا لاستحالة طير الخنزير لأن الاجنحة لا تلائمه

عندما تطير الخنازير (بالإنجليزية: When pigs fly)‏ عبارة مجازية بشكل مبالغ تصف الاستحالة.